# Pietro Marcazzan
Pietro Marcazzan (Goito, 3 maggio 1960) è un politico italiano.

## Biografia
Laureato presso l'Università di Verona, è stato docente di scuola media inferiore e superiore.
Negli anni ottanta fu assessore alla cultura e allo sport del comune di Goito in quota DC; negli anni novanta aderì al Centro Cristiano Democratico.
Il 28 maggio 1998 fu eletto sindaco di Goito per la lista Unione Civica Padana, promossa dalla Lega Nord con la partecipazione dei partiti del Polo per le Libertà con l'obiettivo di strappare il comune alla sinistra; rieletto nel 2002, rimase in carica fino al 24 maggio 2007.
Alle elezioni europee del 2004 fu candidato senza successo dall'UDC, di cui era divenuto il coordinatore provinciale,  nella Circoscrizione Italia nord-occidentale; fu invece eletto alla Camera dei deputati nel 2006, ma nel 2008 non riuscì a tornare a Montecitorio. Subentrò il 15 settembre 2010 in seguito alla rinuncia del parlamentare Luciano Ciocchetti, divenuto vicepresidente della Regione Lazio.
Fu candidato al Consiglio regionale della Lombardia alle elezioni regionali del 2010 e a presidente della Provincia di Mantova nel 2011 per la lista dell'Unione di Centro. Nel secondo caso ottenne il 5% dei consensi, conquistando un seggio in consiglio.
Il 6-7 maggio 2012 fu eletto per la terza volta sindaco di Goito, appoggiato dalla lista Bene comune, sconfiggendo gli antichi alleati dell'Unione Civica Padana.
Alle elezioni comunali del 2017 si ricandidò alla carica di sindaco con una lista civica che vedeva la partecipazione de Il Popolo della Famiglia di Mario Adinolfi, partito al quale aveva nel frattempo aderito, ma arrivò terzo col 14,9% dei voti. Fu comunque eletto consigliere comunale.
Alle elezioni politiche del 2018 è stato candidato dal Popolo della famiglia al Senato, nel collegio uninominale di Mantova e nel corrispondente collegio plurinominale, raccogliendo nel primo caso lo 0,96% dei suffragi.